# Борго Кавалијере (Палермо)
Борго Кавалијере је насеље у Италији у округу Палермо, региону Сицилија.
Према процени из 2011. у насељу је живело 60 становника. Насеље се налази на надморској висини од 466 м.